# Pièces buccales des arthropodes
Pour les articles homonymes, voir Pièces buccales.
Les pièces buccales des arthropodes constituent leur appareil buccal. 

## Pièces buccale des myriapodes
Les chilopodes possèdent en plus de leurs pièces buccales, une première paire d'appendices thoraciques modifiés en crochets contenant une glande à venin, ce sont des forcipules (parfois nommés maxillipèdes), elles ne sont pas considérées comme des pièces buccales.

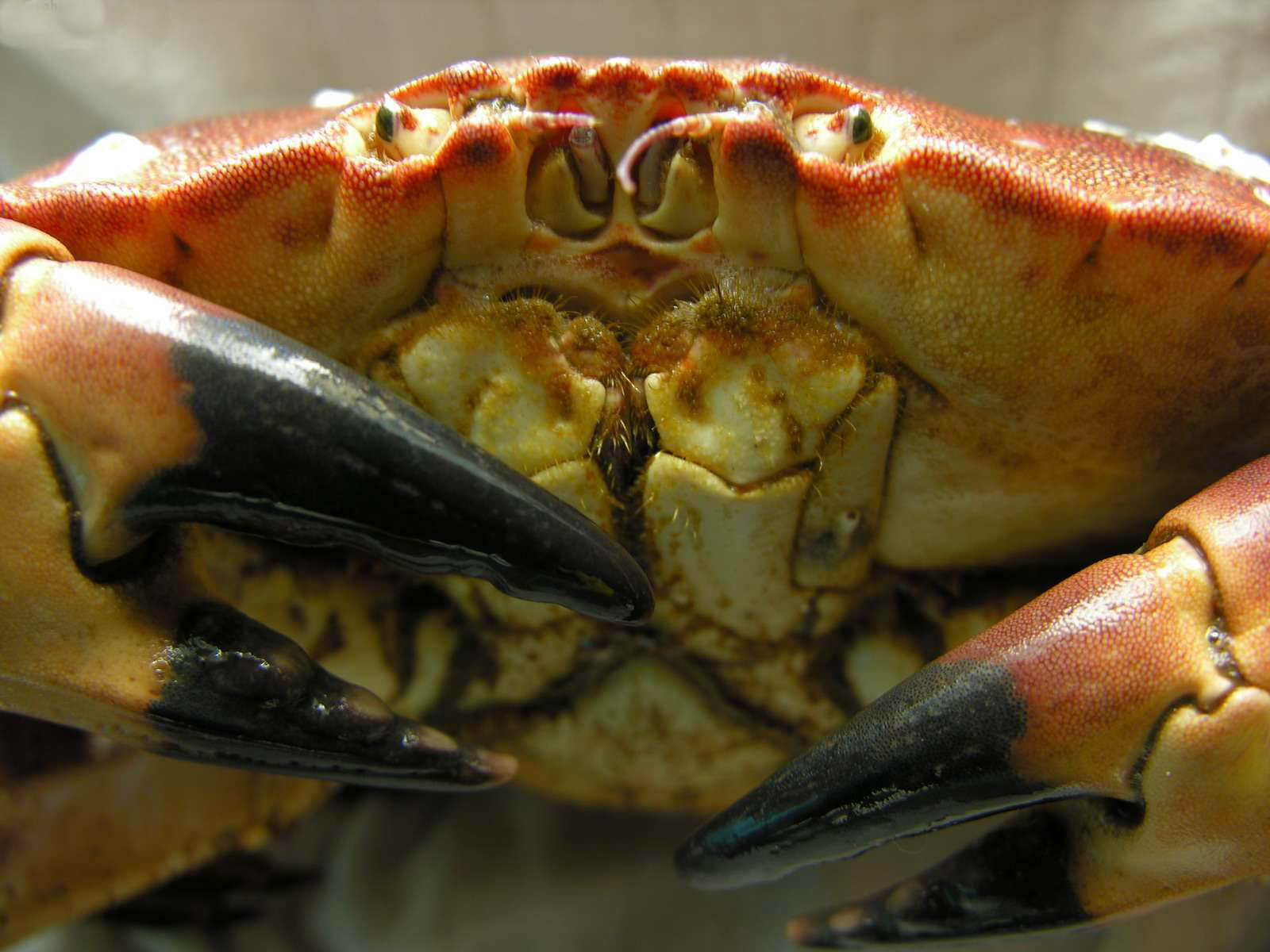
Les pièces buccales d'un tourteau cuit : les troisièmes maxillipèdes cachent les autres pièces ; les pinces ne sont pas considérées comme des pièces buccales.

## Pièces buccales des crustacés
Les crustacés possèdent de zéro à trois paires de maxillipèdes (ou pattes-mâchoires), deux paires de maxilles et une paire de mandibules.

## Pièces buccales des chélicériformes
Les pièces buccales des chélicériformes sont spécifiques. Chez les arachnides et les pycnogonides, elles comprennent une paire de pédipalpes, particulièrement proéminents chez les arachnides mâles. Iles se terminent en pinces chez les scorpions ou pseudoscorpions. Ce sont les homologues des mandibules des insectes et des crustacés.